# Fridolin Ambongo Besungu
Fridolin Ambongo Besungu (Boto, 1960. január 24. –) kongói kapucinus szerzetes, katolikus pap, 2018 óta a Kinshasai főegyházmegye érseke, bíboros. 2004 és 2016 között a Bokungu-Ikelai egyházmegye püspöke, 2008 és 2015 között a Kolei egyházmegye apostoli kormányzója, 2016 és 2018 között a Mbandaka-Bikorói főegyházmegye érseke, 2016 és 2018 között a Bokungu-Ikelai egyházmegye apostoli kormányzója, 2018-ban pedig a Kinshasai főegyházmegye koadjutor érseke volt.
Ambongo püspöki pályafutása előtt plébánosként és professzorként szolgált, püspökké válása óta pedig a nemzeti béke egyik vezető hangja volt az egyházfők között. Ferenc pápa 2019. október 5-én bíborosi rangra emelte, ugyanebben az évben lett az Afrikai és Madagaszkári Püspöki Konferenciák Szimpóziumának elnöke. Tagja a Bíborosi Tanácsnak.

## Képzés és papság
Fridolin Ambongo Besungu 1960. január 24-én született Boto városában, és a papságra úgy készült fel, hogy 1984-től 1988-ig filozófiát tanult Bwamandában, majd teológiát a Saint Eugène de Mazenod Intézetben. Belépett a kapucinusok rendjébe is, ahol 1981-ben letette első fogadalmát, majd 1987-ben örökfogadalmat tett. Később a római Pápai Szent Alfonz Akadémia szerzett erkölcsteológiai diplomát.
Ambongót 1988. augusztus 14-ln szentelték pappá, miután befejezte tanulmányait. 1988-tól 1989-ig plébánosként dolgozott Bobitóban, majd a kinshasai teológiai fakultás professzoraként. A Mazenod Intézetben 1995-től 2005-ig erkölcsteológiát tanított. Emellett rendje kongói tartományának házfőnöke és tartományfőnök-helyettese is volt.

## Püspök
II. János Pál pápa 2004. november 22-én a Bokungu-Ikelai egyházmegye püspökévé nevezte ki. Püspökké szentelte 2005. március 6-án Joseph Kumuondala Mbimba, Giovanni d’Aniello és Frédéric Etsou-Nzabi-Bamungwabi bíboros társszentelőkkel együtt, a bokungui katedrális előtt tartott szabadtéri szentmisén. 2008. október 30-án XVI. Benedek pápa kinevezte őt a Kolei egyházmegye apostoli kormányzójává, ezt a tisztséget 2015. augusztus 9-ig töltötte be. Első „ad limina Apostolorum” látogatását 2014. szeptember 12-én tette Ferenc pápánál.

## Érsek
Ferenc pápa 2016. március 5-én először a Mbandaka-Bikorói főegyházmegye apostoli kormányzójává, majd november 12-én e szék érsekévé nevezte ki, miközben a Bokungu-Ikelai egyházmegye apostoli kormányzójaként megtartotta felelősségét az egyházmegye vezetésében. Új székébe 2016. december 11-én iktatták be.
2016-18-ban elítélte Joseph Kabila kongói elnök ismételt kísérleteit a kongói választások elhalasztására, mivel úgy vélte, hogy ez riasztó precedenst teremt, és azt mutatja, hogy az elnök nem hajlandó lemondani a hatalomról. Megvédte azokat a katolikusokat, akik demokráciapárti tüntetéseket szerveztek, amelyekre a rendőri erők erőszakos választ adtak. Az erőszakos összecsapások után a püspökök nevében aláírt egy nyilatkozatot, amelyben a prelátusok „sajnálatukat fejezték ki az emberi élet elleni támadás miatt”, miközben részvétüket fejezték ki az összecsapásokban megölt „ártatlan áldozatok” családjainak. A nyilatkozat továbbá „komoly és objektív vizsgálatot” sürgetett a szélsőséges erőszak felelőseinek megállapítására. Ambongo ellenezte Kabila jelölését egy újabb elnöki ciklusra. Ambongo később egy püspöki küldöttséget vezette Lusakába, Zambiába, hogy találkozzon Edgar Lungu zambiai elnökkel, hogy támogassa a békés választások megtartását a Kongói Demokratikus Köztársaságban 2018 decemberében. A Lungunak küldött üzenetben a püsökök sürgették a „hiteles, átlátható, inkluzív és békés választások” támogatását az országot sújtó „társadalmi-politikai válság” megoldása érdekében. Amongo 2018. szeptember 9-én Zamniában is celebrált egy misét, amelyben arra buzdította a zambiaiakat, hogy soha ne veszítsék el a békét nemzetükben.
2018. május 30-án Ambongo Mbdanka-Bikoróban nyilatkozatot adott ki, amelyben bejelentette, hogy a térségben kitört ebolajárvány miatt felfüggesztik azoknak a szentségeknek a kiszolgáltatását, amelyeknek az elvégzéséhez fizikai érintkezés szükséges. Azt mondta, hogy „ez azért van, hogy megelőzzük az ebola vérzéses láz terjedését.” Azt is tanácsolta, hogy a béke jelét inkább szóban, mint fizikailag adják meg.
Ambongo elítéli a természeti erőforrások kiaknázását, és úgy véli, hogy a megújuló energiaforrások segítenek enyhíteni az éghajlatváltozás hatásait a világban. Egy 2015. március 4-i római interjúban Ambongo azt mondta, hogy „a jövő ez a megújuló energia, nevezetesen a napelemek” az éghajlatváltozás csökkentése érdekében, kiemelve a napelemeket, mint a megújuló energiaforrásokra való fokozatos áttérésre irányuló erőfeszítéseket. Úgy folytatta, hogy „mi, mint egyház, nem ellenezzük a természeti erőforrások feltárását”, bár azt állította, hogy az ilyen feltárásnak legálisnak és átláthatónak kell lennie. Ambongo Christoph Schönborn bíborossal is együttműködött, hogy elérjék a német és a kongói környezetvédelmi miniszter találkozóját, hogy megvitassák, mit tehetnének az országok a környezet minőségének javítása érdekében saját országaikban.
2015 márciusában arról számolt be, hogy halálos fenyegetéseket kapott: „Kongóban veszélyben lévő személy vagyok.” Ideges nevetéssel mondta egy francia rádiónak: „Veszélyben vagyok. Ez igaz.”
2016 júniusában a Kongói Püspöki Konferencia (CENCO) alelnökévé választották.
Ferenc pápa 2018. február 6-án Ambongót nevezte ki a Kinshasai főegyházmegye koadjutor érsekévé, Laurent Monsengwo Pasinya bíboros lemondását követően. A főegyházmegyében 2018. március 11-én mutatták be koadjutorként. Érsekké akkor vált, amikor Ferenc pápa 2018. november 1-jén elfogadta Pasinya bíboros lemondását. 2018. november 25-én iktatták be.
Ferenc pápa 2019. október 5-én a San Gabriele Arcangelo all’Acqua Traversa templomot jelölte ki bíborosi címtemplomául. 2020. február 21-én a Megszentelt Élet Intézményeinek és az Apostoli Élet Társaságainak Kongregációja, 2020. október 15-én pedig a Bíborosi Tanács tagjává nevezte ki a Szentatya.
2023 februárjában Ambongót megválasztották az Afrikai és Madagaszkári Püspöki Konferenciák Szimpóziumának (SECAM) elnökévé.
Ebben a szerepében írt nyilatkozatot, amelyben ragaszkodott ahhoz, hogy Afrika püspökei közösséget élveznek Ferenc pápával, Ambongo Besungu bíboros szerint az afrikai püspökök mindazonáltal „úgy vélik, hogy a Fiducia Supplicans nyilatkozatban javasolt liturgián kívüli áldásokat nem lehet Afrikában végrehajtani anélkül, hogy ne tegyék ki magukat botrányoknak.”
A Fiducia Supplicans ellenzése után Fernández bíborossal közösen írt egy dokumentumot, amely elutasítja a homoszexuális párok bármilyen megáldását, azzal érvelve, hogy az ilyen áldásokat „nem lehet Afrikában végrehajtani anélkül, hogy tegyék ki magukat botrányoknak.” A dokumentumot Ferenc pápának nyújtották be és Fernández bíboros is aláírta. Ambongo a KTO francia nyelvű katolikus televíziócsatornának adott interjújában kijelentette, hogy a dokumentum afrikai elutasítása annak köszönhető, hogy azt „egyfajta nyugati imperializmusnak” tekintik, és az azonos neműek megáldásának az afrikai kultúrára való rákényszerítése a „kulturális gyarmatosításhoz” hasonlítana.
Egy 2024-es hangfelvételen Ambongo bíboros hallgató, amint azt mondja, hogy a nyugatiaknak „dekadens erkölcseik vannak.”
2024 áprilisában a Kongói Demokratikus Köztársaság Legfelsőbb Bíróságának főügyésze elrendelte a Fridolin Ambongo Besungu elleni bírósági vizsgálat megindítását. A bíborost „hamis híresztelések, a lakosság lázadásra való felbujtásának és emberi élet elleni támadásnak minősülő lázító kijelentésekkel” vádolják.

## Címer
|                     | Jelmondat: OMNIA OMNIBUS (Mindenkinek mindent) |
| Korábbi változatok: |                                                |